# Александрово (Семятыченский повет)
Александрово (пол. Aleksandrowo) — деревня в Семятыченском повете Подляского воеводства Польши. Входит в состав гмины Гродзиск. По данным переписи 2011 года, в деревне проживало 106 человек.

## География
Деревня расположена на северо-востоке Польши, на расстоянии приблизительно 17 километров к северо-западу от города Семятыче, административного центра повета. Абсолютная высота — 177 метров над уровнем моря.

## История
Согласно «Указателю населенным местностям Гродненской губернии, с относящимися к ним необходимыми сведениями», в 1905 году в имении Александрово проживало 95 человек. В административном отношении населённый пункт входил в состав Городиской волости Бельского уезда (3-го стана).
В период с 1975 по 1998 годы деревня являлась частью Белостокского воеводства.